# Церковь Косьмы и Дамиана с Гремячей горы
Церковь Косьмы и Дамиана с Гремячей горы — православный храм в Пскове. Относится к Псковской епархии Русской православной церкви. Не имеет прихода и приписан к церкви Святого Иоанна Богослова на Мишариной горе. Памятник истории и культуры XVI—XIX веков федерального значения. Находится в городском районе Запсковье на Гремячей горе.

## История
- 1383 г. — первое упоминание храма мужского Козьмодемьянского (Гремяцкого) монастыря в летописях[1]. Свв. бессребреники Косьма и Дамиан — покровители кузнецов, которые ставили свои кузницы на Пскове у подножия Гремячей горы.
- В 1540 г. церковь перестроена.
- В 1664 г. в монастыре принял схиму под именем Михаил и поселился на покое до своей кончины (1665 г.) архиепископ Псковский и Изборский Макарий.
- В XVII в. к храму пристроены притвор и звонница.
- В 1764 г. монастырь упразднён, монастырские здания переданы для устройства больницы; церковь стала приходской. В 1785 г. церковь приписана к Петропавловскому собору.
- В 1808 г. предназначалась к сносу как совершенно ветхая, однако Святейший Синод разборку церкви не разрешил. В 1819 г. служение в храме запрещено.
- В 1850 г. купец, почётный гражданин г. Пскова, прихожанин Петропавловского собора П. М. Стехновский отремонтировал её на свои средства. Им же в 1882 г. пожертвованы средства на содержание храма.
- С 1919 г. находилась в ведении губернского музея «как художественно-исторический памятник». В 1920 г. обследована К. К. Романовым.
- Во время немецко-фашистской оккупации в церкви размещалась конюшня. В 1947 г. была обмерена Н. Н. Надёжиным и Спицыной. В том же году арх. Ю. П. Спегальский выполнил проект реставрации (схематический).
- 1950 г. — частичная реставрация храма[2].
- 1960 г. — Постановлением Совета Министров РСФСР № 1327 от 30 августа храм взят под охрану государства как памятник республиканского значения.

## Архитектура
Сооружен из известняковой плиты, обмазан и побелен.

## Виды храма

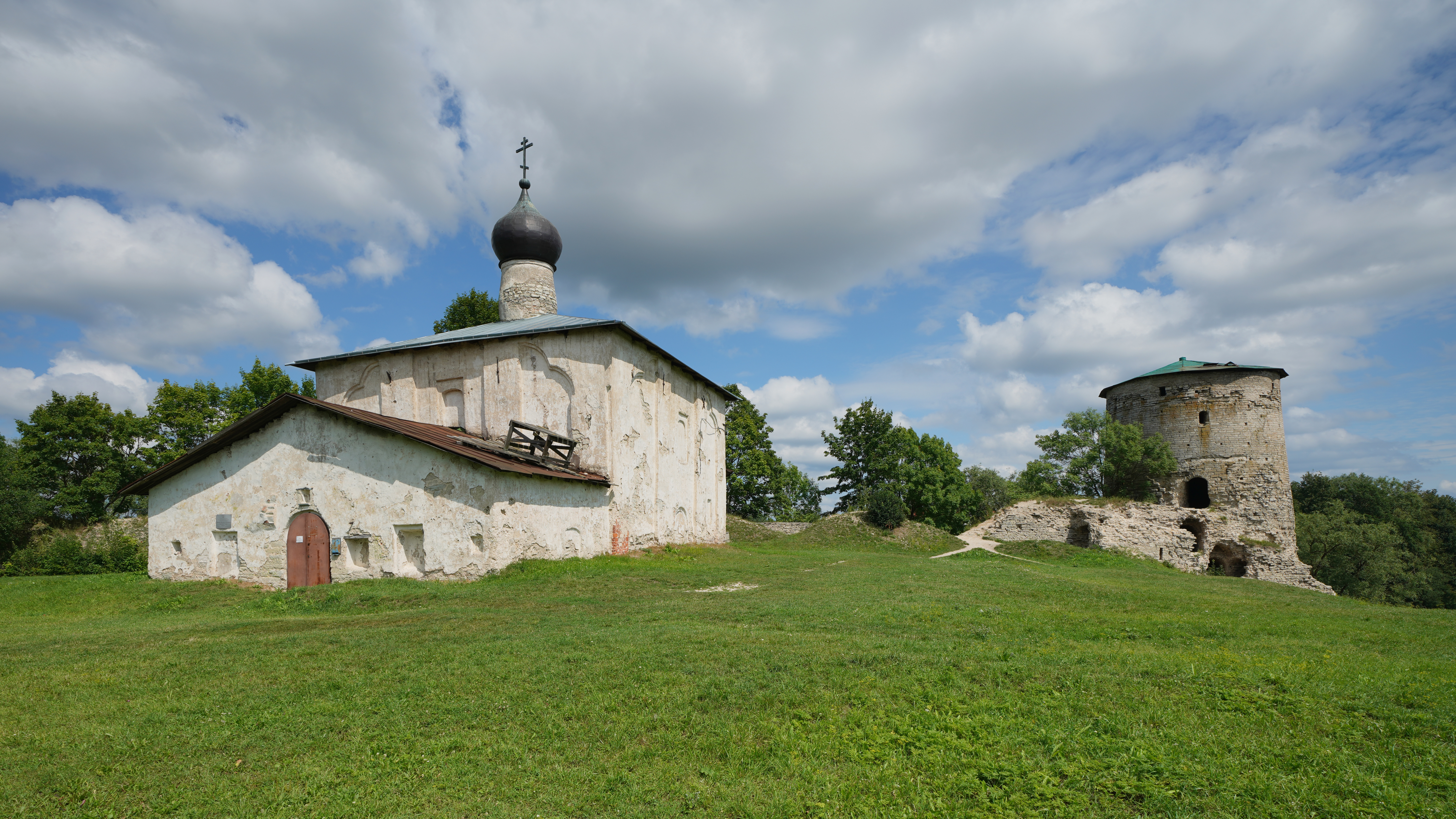
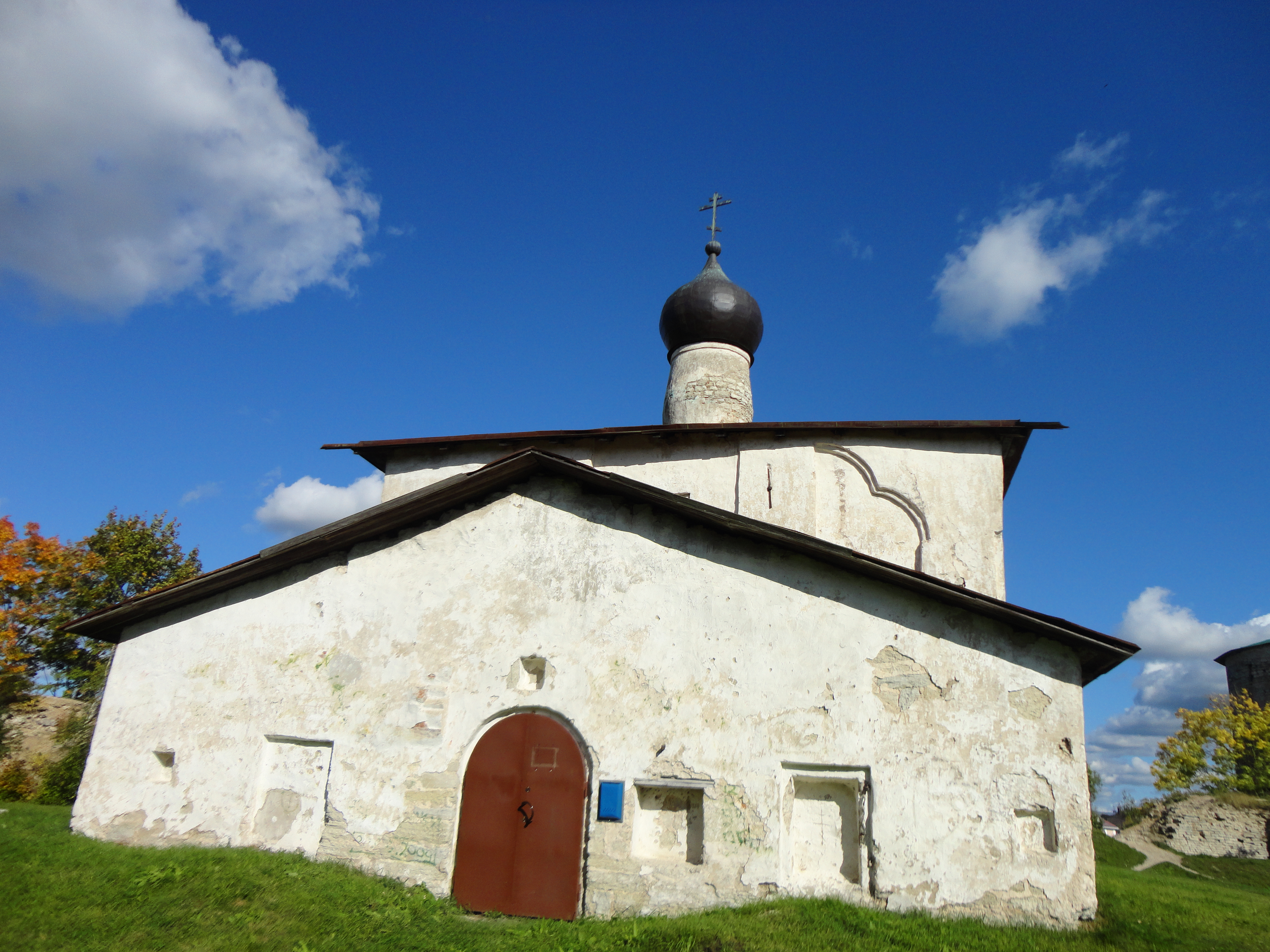
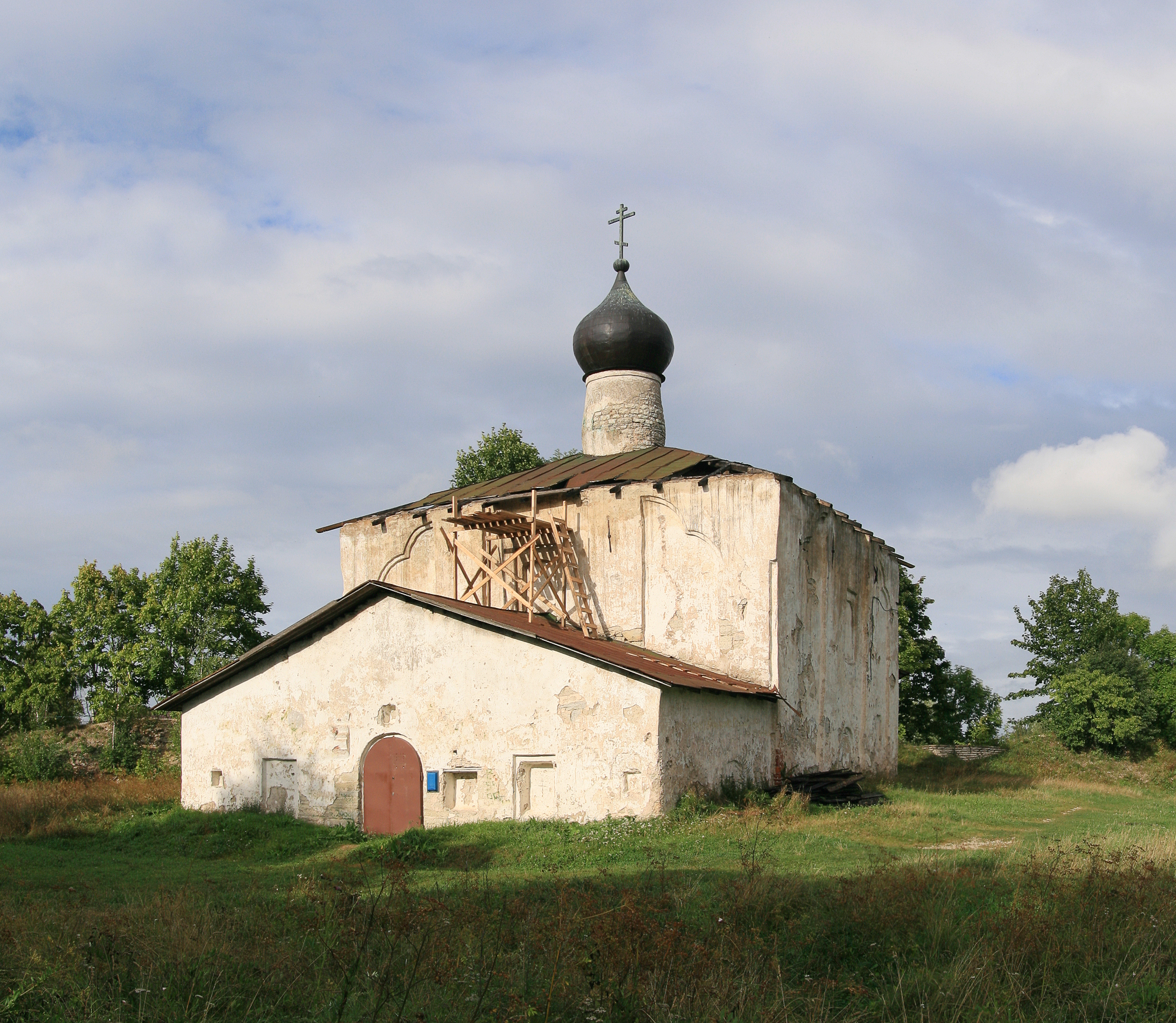
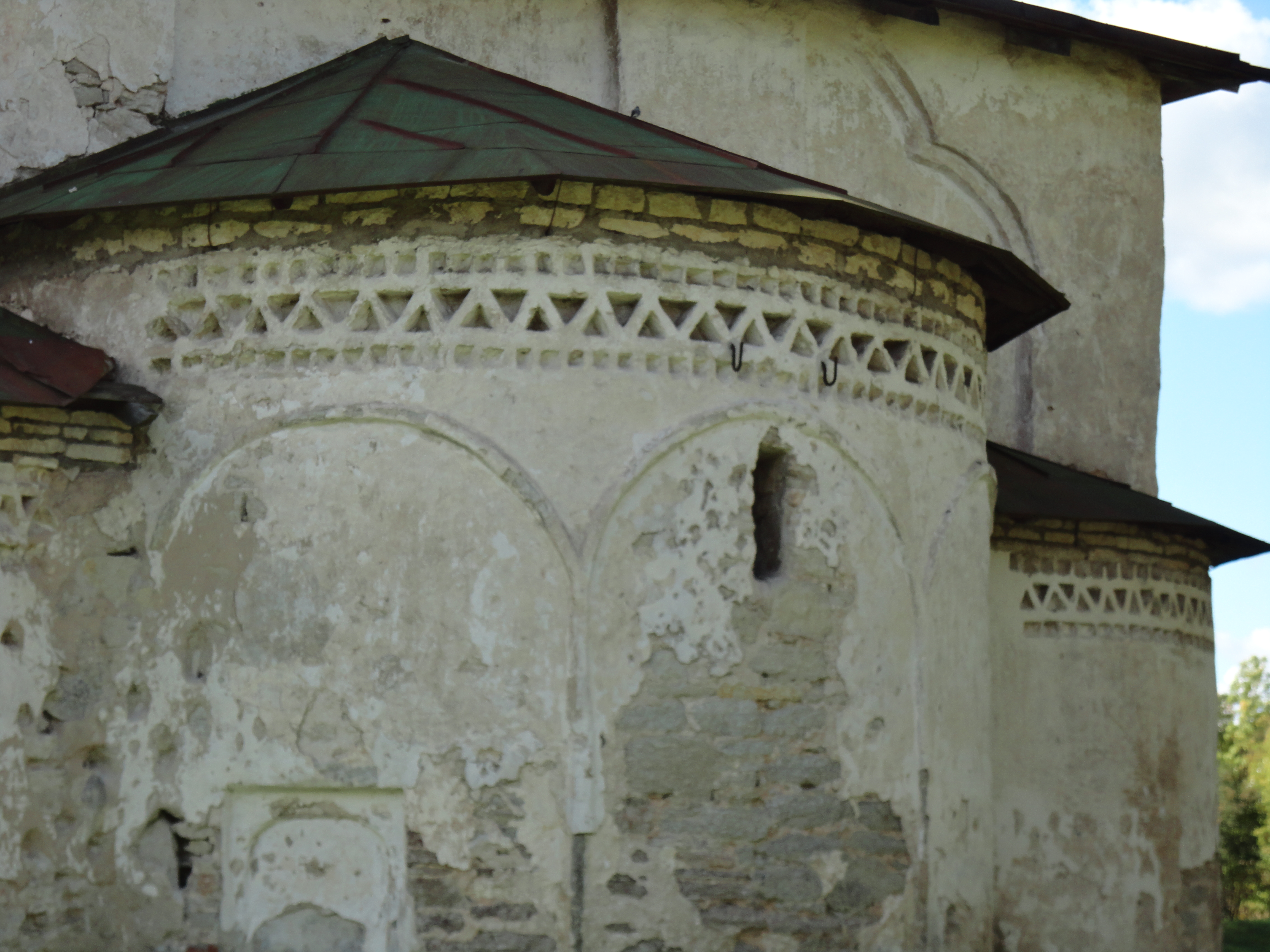